# Labathude

Labathude este o comună în departamentul Lot din sudul Franței. În 2009 avea o populație de 182 de locuitori.

## Evoluția populației
| An        | 1975 | 1982 | 1990 | 1999 | 2006 | 2009 |
| --------- | ---- | ---- | ---- | ---- | ---- | ---- |
| Populație | 256  | 216  | 214  | 175  | 185  | 182  |